# الزوجة الصالحة للعائلة الذهبية
الزوجة الصالحة للعائلة الذهبية (بالصينية: 金家好媳婦) أو 100% زوجة (بالإنجليزية: 100% Wife)‏ هو مسلسل تلفزيوني تايواني SET TV لعام 2018 الساعة الثامنة، من إنتاج شركة الاتصالات شينلوشان، تم بثه لأول مرة في 9 يناير 2018، وتم بث الحلقة النهائية في 26 ديسمبر، وكان من المقرر أصلاً أن يتم إصداره مع الحلقة 150، لكن حدثت تغييرات بسبب الدراما، وبالتالي كان التجديد 250 حلقة، وبُثَّ مسلسل عائلة واحدة (بالصينية: 一家人) كل يوم من الاثنين إلى الجمعة الساعة 8 مساءً.